# Poesii
Poesii este singurul volum tipărit în timpul vieții lui Eminescu. Volumul a apărut pe 21 decembrie 1883 la editura Socec, cu o prefață și cu texte selectate de Titu Maiorescu și cu portretul autorului și cuprinde un număr de 63 de poezii, dintre care 26 au fost publicate de-a lungul unui deceniu în Convorbiri Literare.

## Istoric
Cartea a fost plănuită timp îndelungat de către autor, însă sub presiunea insistențelor amicilor săi literari. Inițial, volumul s-ar fi numit „Lumină de lună”. Se spune că Eminescu a lăsat în grabă manuscrisele volumului, în ordinea dorită, ce urmau să fie tipărite, însă s-au ivit problemele de sănătate, care au determinat întreruperea legăturii cu editura. Titu Maiorescu, apropiat al poetului, s-a angajat să fie editorul volumului, fără acordul autorului. Astfel, editarea unei cărți semnate de Eminescu se anunța încă din vara anului 1883, în Convorbiri Literare. Manuscrisele au fost recuperate de către editor și modificate în anumite locuri. De pildă, în poezia Glossă, Maiorescu a înlocuit versul "Vreme trece, vreme vine" cu "Vremea trece, vremea vine". Proiectul a fost trimis spre tipărire în decembrie 1883, imediat după ce editorul a finalizat prefața ediției întâi. Între timp, Maiorescu a rătăcit o coală editorială, cuprinzând 16 file. Volumul s-a distribuit în librăriile editurii Socec, iar lansarea efectivă a avut loc pe data de 21 decembrie 1883, în ciuda faptului că pe pagina de titlu este tipărit anul 1884. După spusele lui Maiorescu, cartea a fost gândită în așa fel încât să apară de Crăciun, cu scopul de a-i face o surpriză autorului, știind că proiectul inițial luase sfârșit pe neașteptate. Din nefericire, Eminescu nu a fost impresionat de volum, ba mai mult de atât, i-a insinuat iritare, trântindu-l de podea. Într-o scrisoare, Maiorescu explica: 
„Acum trebuie să știi că volumul de poezii ce ți l-a publicat Socec, după îndemnul meu, în Dechemvrie anul trecut, a avut cel mai mare succes, așa încât Socec stă înca uimit. În aceste 7 săptămâni de la aparițiunea lui, s-au vandut 700 de exemplare; o mie este toată ediția și de pe acum trebuie să te gândești la ediția a doua, care va fi reclamată pe la toamnă și în care vei putea face tu toate îndreptările ce le crezi de trebuință. Poeziile D-tale sunt azi cetite de toate cucoanele, de la Palat până la mahalaua Tirchilești, și la întoarcerea în țară te vei trezi cel mai popular scriitor al României. Așa cam este, dar tot nu este rău, când te simți primit cu atâta iubire de compatrioții tăi.”—Titu Maiorescu - dialogând cu Mihai Eminescu
Ediția princeps este una dintre cele mai importante și mai iubite cărți din literatura română. Ediția a doua a apărut în 1885, însă conținutul a rămas identic. A treia, editată în 1888, a inclus trei poezii noi: „La steaua”, „De ce nu-mi vii” și „Kamadeva”, numărându-se printre ultimele creații ale poetului. Prin decesul lui Eminescu, s-a tipărit o a patra ediție, cu un studiu semnat de Titu Maiorescu în octombrie 1889, intitulat „Poetul Eminescu”.

## Reeditări
- 1885 - Ediția a doua (conținutul ediției princeps)
- 1888 - Ediția a treia (include trei poezii noi: „La steaua”, „De ce nu-mi vii” și „Kamadeva”)
- 1889 - Ediția a patra (include un studiu semnat de Titu Maiorescu în octombrie 1889, intitulat „Poetul Eminescu”)
- 1890 - Ediția a cincea (s-au adăugat trei poezii: „Sara pe deal”, „Doina” și „Dalila”)
- 1892 - Ediția a șasea (include un post-scriptum și un studiu pe baza biografiei eminesciene - inexactitatea datelor de naștere)
- 1895 - Ediția a șaptea (se rectifică data nașterii)
- 1901 - Ediția a opta (conținutul ediției precedente)
- 1903 - Ediția a noua (conținutul ediției precedente)
- 1907 - Ediția a zecea (conținutul ediției precedente)
- 1913 - Ediția a unsprezecea (conținutul ediției precedente, modificări de numerotare a paginilor)
- 1914 - Ediția a doisprezecea
- 1915 - Ediția a treisprezecea
- 1922 - Ediția a paisprezecea
- 1924 - Ediția a cincisprezecea
- 1936 - Ediția a șaisprezecea (grafică diferită, conține o postfață de Vasile Demetrius)